# Quốc kỳ Monaco

Quốc kỳ Monaco

Quốc kỳ Monaco (tiếng Pháp: Drapeau de Monaco) gồm nửa trên màu đỏ và nửa dưới màu trắng. Đây là hai màu sắc chủ đạo trên gia huy của của vương tộc Grimaldi.
Lá cờ được chính thức sử dụng từ ngày 4 tháng 4 năm 1881, dưới thời của Thân vương Charles III. Ban đầu, cờ của Monaco tương tự như lá cờ thân vương (hoặc lá cờ quốc gia) hiện tại nhưng mang một phù hiệu áo giáp cũ hơn vốn được sử dụng từ những ngày đầu của nhà nước (trừ giai đoạn sát nhập Pháp từ 1793 đến 1814). Một thiết kế đơn giản hơn được thông qua vào năm 1881. Một thiết kế khác (dưới đây), dải quốc huy (các hình thoi trong màu dòng họ Grimaldi, trong thuật ngữ "lozengy argent and gules"), đã được sử dụng ở nhiều thời điểm, đặc biệt là vào thế kỷ 17, được sử dụng như là một lá cờ không chính thức, xuất hiện trong một số bức ảnh hoàng gia. Tuy nhiên, nó không được chỉ định sử dụng và không đại diện cho bất kỳ nhân viên Monegasque cụ thể. Đồ họa của cờ Monaco là đồ họa giống với quốc kỳ Indonesia với một sự khác biệt nhỏ chỉ về tỷ lệ kích thước của nó.